# Meyers MAC-145
Die Meyers MAC-145 ist ein US-amerikanisches Kleinflugzeug, das von der Meyers Aircraft Company unter der Bezeichnung MAC-125 entwickelt und in kleiner Stückzahl gebaut wurde.

## Konstruktion und Entwicklung
Die MAC-145 ist ein zweisitziger, freitragender Ganzmetalltiefdecker mit einem Spornradfahrwerk. Das Hauptfahrwerk ist einziehbar und das Spornrad ist steuerbar. Der Rumpf der Maschine besteht aus einem Monocoque, das von einem Rahmen aus geschweißten Stahlrohren getragen wird. Die Stahlrohre reichen in Längsrichtung vom Brandschott bis zum hinteren Ende der Kabine und in Querrichtung von einem Fahrwerksschacht zum anderen. Der Prototyp MAC-125 wurde von einem Triebwerk mit 125 PS (92 kW) angetrieben. Das Serienmodell MAC-145 hingegen verfügte über ein Triebwerk mit 145 PS (107 kW) und ein größeres Seitenleitwerk.
Der erste Prototyp wurde bei Trudeltests für die Musterzulassung zerstört. Bei dem Unfall flog Al Meyers die Maschine selbst. Er konnte sich mit einem Fallschirm retten und zog sich dabei einen Knöchelbruch am Fuß zu. Obwohl die Maschine zerstört wurde, konnte ihre innere Stahlkonstruktion gerettet und für den zweiten Prototyp verwendet werden. Der zweite Prototyp erhielt schließlich die Musterzulassung.

## Produktion
Insgesamt wurden nur zwanzig Einheiten der MAC-145 gebaut und jedes Exemplar wurde nur auf eine Kundenbestellung hin gefertigt. Mit dieser Strategie konnte sich Meyers Aircraft gegen die schwachen Marktbedingungen schützen, die in den späten 1940er Jahren viele kleine Flugzeughersteller in den Vereinigten Staaten in die Insolvenz trieben. Die MAC-145 wurde bis 1955 gefertigt als die viersitzige Meyers 200 zugelassen wurde und in Produktion ging. 1965 wurde Meyers Aircraft von der Sparte Aero Commander des Unternehmens Rockwell International gekauft, die jedoch keine Exemplare der MAC-145 produzierte. 1968 wurde Meyers Aircraft dann an die Interceptor Corporation und 1982 wiederum an Prop-Jets Inc verkauft. Danach wechselten die Rechte an dem Modell erneut den Besitzer und wurden an den Stamm der Seminolen in Florida veräußert, der 1997 eine stark modifizierte Version unter der Bezeichnung Micco SP-20 baute und flog.

## Versionen
MAC-125
Prototypen mit einem Continental-C125-Triebwerk mit 125 PS (92 kW), zwei gebaute Einheiten
MAC-145
Serienversion mit einem Continental-C-145-Triebwerk mit 145 PS (107 kW), zwanzig gebaute Einheiten

## Technische Daten
| Kenngröße             | Daten               |
| --------------------- | ------------------- |
| Besatzung             | 1                   |
| Passagiere            | 1                   |
| Länge                 | 6,5 m               |
| Spannweite            | 9,14 m              |
| Höhe                  | 2,59 m              |
| Flügelfläche          | 13,8 m²             |
| Leermasse             | 515 kg              |
| max. Startmasse       | 787 kg              |
| Reisegeschwindigkeit  | 126 kn (233 km/h)   |
| Höchstgeschwindigkeit | 144 kn (267 km/h)   |
| Dienstgipfelhöhe      | 18.000 ft (5.486 m) |
| Reichweite            | 520 NM (963 km)     |
| Triebwerk             | Continental C-145   |